# نبردناو کلاس توسا
نبردناو کلاس توسا (به انگلیسی: Tosa-class battleship) یک کلاس از کشتی است که طول آن ۲۳۱٫۷ متر (۷۶۰ فوت ۲ اینچ) می‌باشد.